# Kevin Escamilla
Kevin Rafael Escamilla Moreno (Ciudad de México, México, 21 de febrero de 1994) es un futbolista mexicano. Juega como Mediocampista defensivo y su actual equipo es el Querétaro Fútbol Club de la Primera División de México, su hermano es Jorge Escamilla que también juega fútbol.

## Trayectoria
Ya debutó en la Primera División Mexicana con el Club Universidad Nacional, equipo más conocido como Pumas de la UNAM. Campeón del mundo con la Selección Mexicana de Fútbol en la Copa Mundial de Fútbol Sub-17 de 2011.
A sus 21 años ha participado entornos internacionales como la Copa Mundial de Fútbol Sub-17 celebrada en México (2011). También en la más reciente edición del Torneo Esperanzas de Toulon.
En 2015 participó con la Selección Panamericana de Fútbol Varonil en los Juegos Panamericanos celebrados en Toronto, Canadá; obteniendo como resultado la Medalla de Plata al quedar 1-0 ante la Selección de fútbol de Uruguay.

## Clubes

### Estadísticas
| Club | Div           | Temporada     | Liga nacionales(1) | Liga nacionales(1) | Liga nacionales(1) | Copas nacionales(2) | Copas nacionales(2) | Copas nacionales(2) | Torneos internacionales(3) | Torneos internacionales(3) | Torneos internacionales(3) | Total | Total | Total  | Media goleadora |
| Club | Div           | Temporada     | Part.              | Goles              | Asist.             | Part.               | Goles               | Asist.              | Part.                      | Goles                      | Asist.                     | Part. | Goles | Asist. | Media goleadora |
| --- | ------------- | ------------- | ------------------ | ------------------ | ------------------ | ------------------- | ------------------- | ------------------- | -------------------------- | -------------------------- | -------------------------- | ----- | ----- | ------ | --------------- |
| C. Universidad Nacional México |               |               |                    |                    |                    |                     |                     |                     |                            |                            |                            |       |       |        |                 |
| 1.ª |               |               |                    |                    |                    |                     |                     |                     |                            |                            |                            |       |       |        |                 |
| 2012-13 | 0             | 0             | 0                  | 3                  | 0                  | 0                   | 0                   | 0                   | 0                          | 3                          | 0                          | 0     | 0.00  |        |                 |
| 2013-14 | 0             | 0             | 0                  | 3                  | 0                  | 0                   | 0                   | 0                   | 0                          | 3                          | 0                          | 0     | 0.00  |        |                 |
| 2014-15 | 3             | 0             | 0                  | 6                  | 0                  | 0                   | 0                   | 0                   | 0                          | 9                          | 0                          | 0     | 0.00  |        |                 |
| 2015-16 | 1             | 0             | 0                  | 4                  | 0                  | 0                   | 0                   | 0                   | 0                          | 5                          | 0                          | 0     | 0.00  |        |                 |
| 2016-17 | 24            | 0             | 0                  | 0                  | 0                  | 0                   | 5                   | 0                   | 0                          | 29                         | 0                          | 0     | 0.00  |        |                 |
| 2017-18 | 7             | 0             | 0                  | 9                  | 1                  | 0                   | 0                   | 0                   | 0                          | 16                         | 1                          | 0     | 0.06  |        |                 |
| 2018-19 | 25            | 1             | 0                  | 4                  | 0                  | 0                   | 0                   | 0                   | 0                          | 29                         | 1                          | 0     | 0.03  |        |                 |
| 2019 | 10            | 0             | 0                  | 4                  | 1                  | 0                   | 0                   | 0                   | 0                          | 14                         | 1                          | 0     | 0.07  |        |                 |
| Total club | Total club    | 70            | 1                  | 0                  | 33                 | 2                   | 0                   | 5                   | 0                          | 0                          | 108                        | 3     | 0     | 0.03   |                 |
| D. Toluca México |               |               |                    |                    |                    |                     |                     |                     |                            |                            |                            |       |       |        |                 |
| 1.ª |               |               |                    |                    |                    |                     |                     |                     |                            |                            |                            |       |       |        |                 |
| 2020 | 5             | 0             | 0                  | 2                  | 0                  | 0                   | 0                   | 0                   | 0                          | 7                          | 0                          | 0     | 0.00  |        |                 |
| Total club | Total club    | 5             | 0                  | 0                  | 2                  | 0                   | 0                   | 0                   | 0                          | 0                          | 7                          | 0     | 0     | 0      |                 |
| Querétaro Fc México |               | 2023-24       | 8                  | 1                  | 0                  | 0                   | 0                   | 0                   | 0                          | 0                          | 0                          | 1     | 0     | 0      | 0.12            |
| Total carrera | Total carrera | Total carrera | 76                 | 2                  | 0                  | 35                  | 3                   | 0                   | 5                          | 0                          | 0                          | 115   | 3     | 0      | 0.03            |
| (1)Incluye datos de la Primera División de México. (2)Incluye datos de la Copa México. (3)Incluye datos de la Liga de Campeones de la Concacaf y Copa Libertadores. |               |               |                    |                    |                    |                     |                     |                     |                            |                            |                            |       |       |        |                 |

## Palmarés
| Título                        | Equipo                    | Sede   | Año  |
| ----------------------------- | ------------------------- | ------ | ---- |
| Copa Mundial de Fútbol Sub-17 | Selección Mexicana Sub-17 | México | 2011 |